# Aonidiella taxus
Aonidiella taxus är en insektsart som beskrevs av Leonardi 1906. Aonidiella taxus ingår i släktet Aonidiella och familjen pansarsköldlöss. Inga underarter finns listade i Catalogue of Life.